# فرودگاه یادبود جفرسن ستی

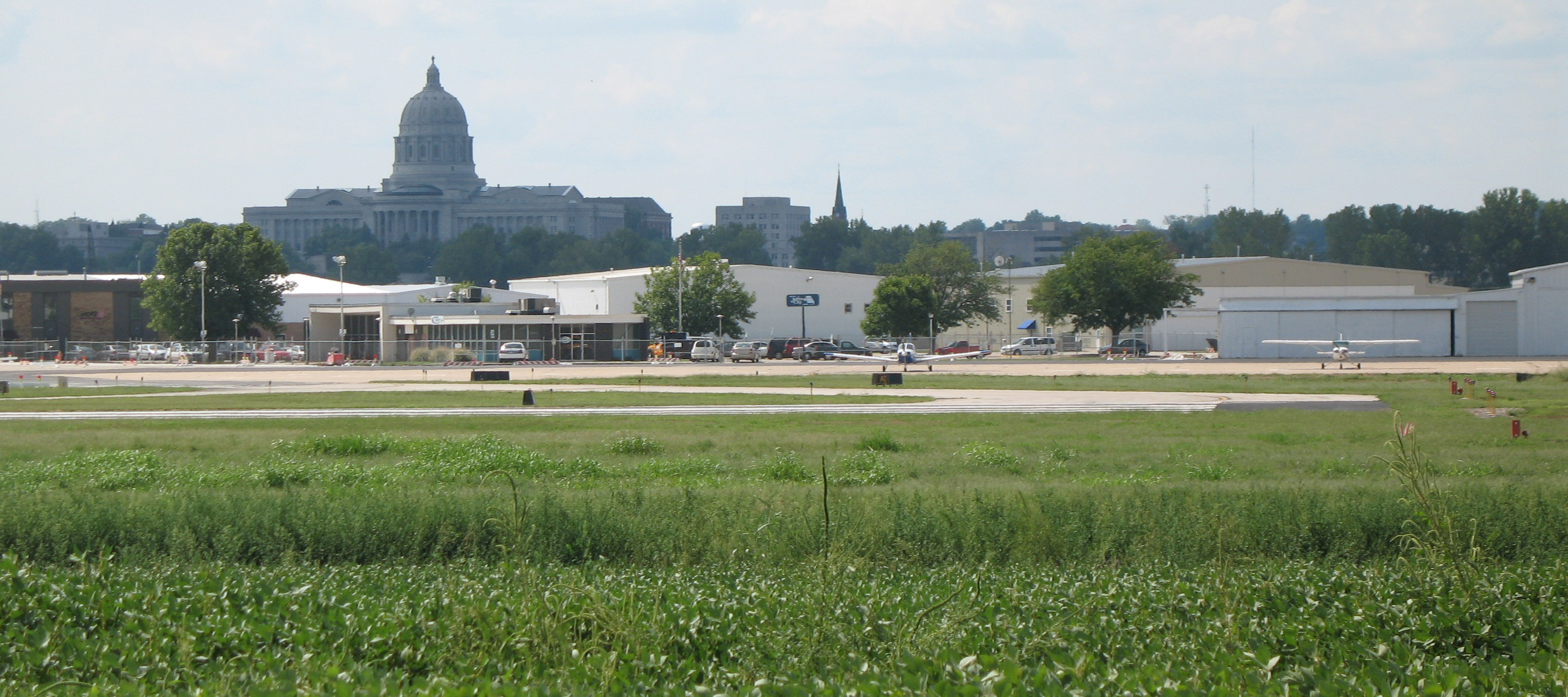
نمایی از فرودگاه

فرودگاه یادبود جفرسن ستی (به انگلیسی: Jefferson City Memorial Airport) یک فرودگاه همگانی بهره‌برداری هوایی با کد یاتا JEF است که یک باند فرود آسفالت دارد و طول باند آن ۱۸۲۹ متر است. این فرودگاه در شهر جفرسون‌سیتی کشور ایالات متحده آمریکا قرار دارد و در ارتفاع ۱۶۷ متری از سطح دریا واقع شده‌است.